# Folha Local

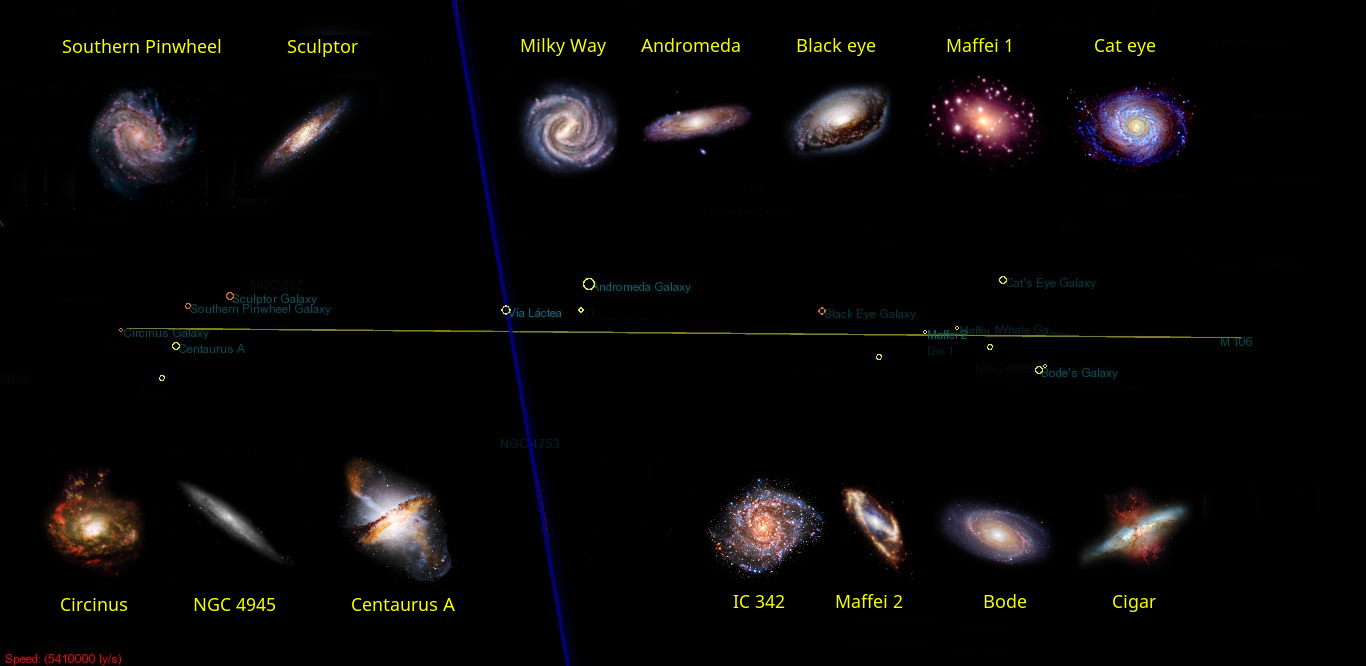
14 Galáxias Gigantes na Folha Local (vista lateral) geradas no programa Celestia. A linha amarela de 7,5 Mpc de diâmetro engloba grande parte da Folha Local e a linha azul é a projeção da linha equatorial terrestre de modo que a parte da linha são as galáxias do hemisfério celeste e à direita do hemisfério norte.

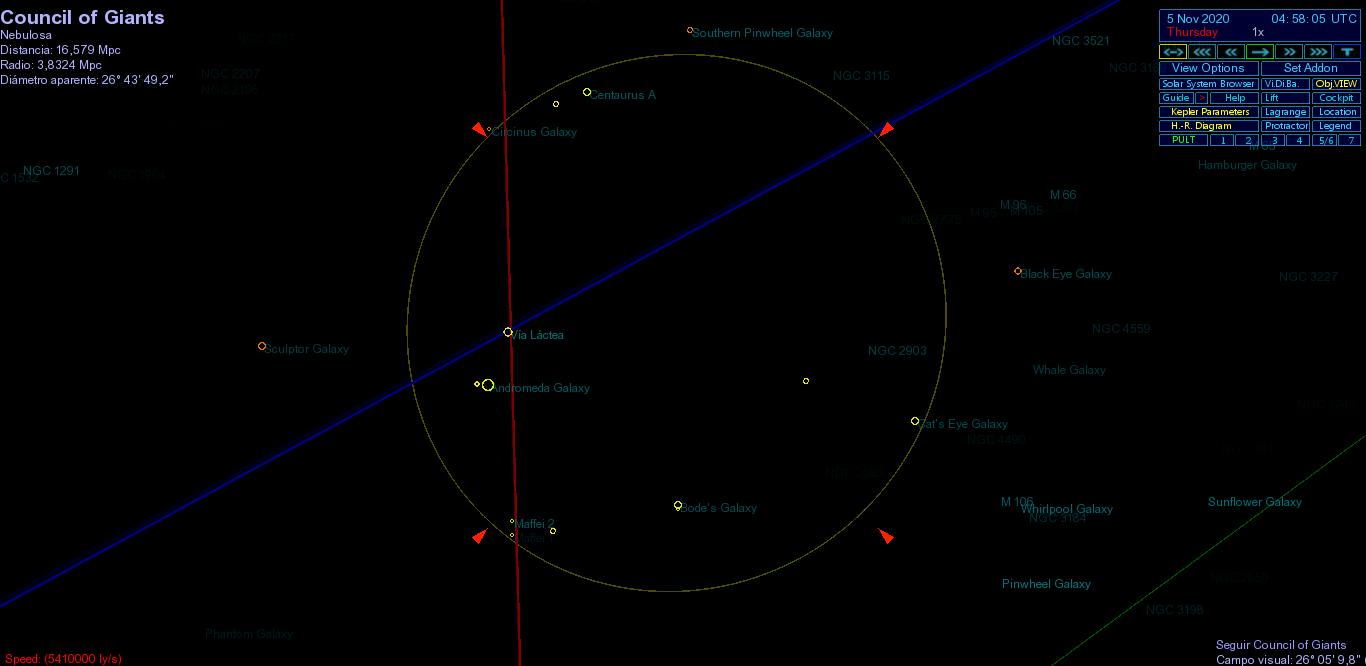
14 Galáxias Gigantes na Folha Local (vista superior) geradas no programa Celestia. O círculo amarelo é o raio de 3,75 Mpc que abrange grande parte da Folha Local, a linha azul é a projeção da linha equatorial terrestre e a linha vermelha a projeção da linha galáctica.

A Folha Local em astronomia é uma região supragaláctica onde a Via Láctea, membros do Grupo Local e outras galáxias compartilham uma velocidade peculiar semelhante. Presume-se que esta região esteja imersa em um grande disco de matéria escura. Essa região fica dentro de um raio de cerca de 7 Mpc (23 milhões de anos-luz), 0,46 Mpc (1,5 milhão de anos-luz) de espessura, e as galáxias além dessa distância mostram velocidades marcadamente diferentes. O Grupo Local tem apenas uma velocidade peculiar relativamente pequena de 66 km/s− 1 em relação à Folha Local. A propagação de velocidade típica das galáxias é de apenas 40 km/s− 1 na direção radial. Quase todas as galáxias brilhantes próximas pertencem à Folha Local. A Folha Local faz parte do Volume Local e está no Superaglomerado de Virgem (Superaglomerado local). A Folha Local forma uma parede de galáxias que delimita uma parte do Vazio Local.
Um componente significativo da velocidade média das galáxias na Planilha Local aparece como resultado da atração gravitacional do aglomerado de Virgem de galáxias, resultando em um movimento peculiar de ~185 km/s− 1 em direção ao aglomerado. Um segundo componente se afasta do centro do Vazio Local; uma extensa região do espaço que se estende por cerca de 45 Mpc (150 milhões de anos-luz) e é pouco povoada por galáxias. Este componente tem uma velocidade de 259 km/s− 1. A Folha Local está inclinada 8° em relação ao Superaglomerado local (Superaglomerado de Virgem).
O chamado Conselho de Gigantes é um anel de catorze grandes galáxias, incluindo as duas grandes galáxias do Grupo Local, com um raio de 3,75 Mpc (12,2 milhões de anos-luz). Doze dessas galáxias são espirais, enquanto as duas restantes são elípticas. As duas elípticas (Maffei 1 e Centaurus A) estão em lados opostos do Grupo Local.
| ID de catálogo | Nome                      | Constelação           | Distância (Milhões de ano-luz) | Massa* |
| -------------- | ------------------------- | --------------------- | ------------------------------ | ------ |
| Vía Láctea     | Via Láctea                | Sagitário (centro)    | 0                              |        |
| NGC 224        | Galáxia de Andrômeda      | Andrômeda             | 2                              |        |
| NGC 253        | Galáxia do Escultor       | Escultor              | 11                             | 10.805 |
| PGC 9892       | Maffei 1                  | Cassiopéia            | 11                             | 10.928 |
| PGC 10217      | Maffei 2                  | Cassiopéia            | 11                             | 10.493 |
| IC 342         |                           | Girafa                | 11                             | 10.302 |
| NGC 3031       | Galáxia de Bode           | Ursa Maior            | 12                             | 10.905 |
| NGC 3034       | Messier 82                | Ursa Maior            | 11                             | 10.573 |
| NGC 4736       | Messier 94                | Cães de Caça          | 15                             | 10.458 |
| NGC 4826       | Galáxia Olho Negro        | Cabeleira de Berenice | 16                             | 10.496 |
| NGC 5236       | Galáxia Cata-vento do Sul | Hidra                 | 16                             | 10.642 |
| NGC 5128       | Centaurus A               | Centauro              | 11                             | 11.169 |
| NGC 4945       |                           | Centauro              | 12                             | 10.528 |
| ESO 97-G13     | Galáxia do Compasso       | Compasso              | 14                             | 10.559 |

- A massa é expressa como o logaritmo da massa em massas solares.